# Jeff Blockley
Jeffrey Paul "Jeff" Blockley (født 12. september 1949 i Leicester, England) er en engelsk tidligere fodboldspiller (forsvarer).
På klubplan spillede Blockley blandt andet for Leicester City i sin fødeby, samt for Coventry City og Arsenal.
Blockley spillede én kamp for det engelske landshold, en venskabskamp mod Jugoslavien 11. oktober 1972.